# Dagus
Dagus Cresson, 1935, è un genere di insetti della famiglia degli Ephydridae (Diptera: Schizophora), endemico del continente americano.

## Descrizione
Gli adulti sono moscerini di piccole dimensioni, con corpo lungo al massimo poco più di 2 mm. Nell'ambito della tribù dei Dagini, il genere Dagus si distingue da Brachydeutera per l'estensione della costa fino alla terminazione della media e dagli altri generi per l'assenza di pulvilli.
Il capo ha faccia pronunciata con profilo marcatamente arcuato sia alla vista laterale sia in senso trasversale. Chetotassi frontale composta da tre paia di setole fronto-orbitali lateroclinate, di cui quelle del paio anteriore più piccole delle altre, setole ocellari ben sviluppate e proclinate, setole verticali anch'esse ben sviluppate. Faccia cosparsa di rade setole facciali, concentrate lungo il margine inferiore e nell'area compresa fra la carena e l'angolo postero-ventrale. Il resto della regione facciale è tomentoso, lucente e provvisto di riflessi metallici. Gene portanti una setola di moderato sviluppo.
La chetotassi del torace comprende setole acrosticali prescutellari di vario sviluppo, 3-5 paia di dorsocentrali, di cui le posteriori più robuste, una o due omerali, due notopleurali, di cui la posteriore inserita più in alto rispetto all'anteriore. Setole infralari di vario sviluppo secondo la specie. Lo scutello porta due paia di setole scutellari, di cui le posteriori più lunghe e robuste di quelle anteriori. Le pleure hanno il propleuron glabro, e katepisterno e anepisterno ciascuno con una setola, di cui quella anepisternale più sviluppata. La nervatura alare non presenta particolari conformazioni rispetto alla generalità della famiglia. Le zampe hanno tarsi con pulvilli assenti o rudimentali e unghie relativamente lunghe.

## Sistematica e filogenesi
Il genere Dagus fu istituito come monotipico da Cresson (1935) per includervi una specie precedentemente classificata nel genere Ephydra con i nomi E. pygmaea (Williston, 1896) e E. rostrata (Cresson, 1918). Per decenni, Dagus rostrata è rimasta l'unica specie del genere. Fra gli anni ottanta e i novanta si sono aggiunte, in tre differenti istanze, nuove specie portandone a otto il numero complessivo:
- Dagus dominicanus Mathis & Zatwarnicki, 1988
- Dagus grimaldii Stark, 1993
- Dagus hermani Stark, 1993
- Dagus mathisi Stark, 1993
- Dagus rostratus (Cresson, 1918) (=Ephydra pygmaea Williston, 1896)
- Dagus spanglerorum Mathis & Zatwarnicki, 1988
- Dagus trichocerus Mathis, 1983
- Dagus wirthi Mathis, 1983

Fin dalla sua istituzione, Dagus ha trovato collocazione nella sottofamiglia delle Ephydrinae, ma sia Cresson (1935) sia Wirth (1968) lo inclusero nella tribù degli Ephydrini. Mathis (1982), partendo dalle ipotesi, formulate negli anni settanta, di un'affinità tra il genere Dagus e altri generi inclusi in parte nelle Ephydrinae (Diedrops) e in parte nella vecchia sottofamiglia delle Parydrinae (Physemops, Psilephydra), individuò un clade monofiletico che comprendeva i citati generi. Il carattere monofiletico di questa linea giustificava pertanto la separazione, nell'ambito delle Ephydrinae, di una nuova tribù, i Dagini, composta allora dai generi Dagus, Physemops, Psylephydra e Diedrops. All'interno dei Dagini, Dagus avrebbe una stretta relazione filogenetica con Physemops, sulla base delle posizioni reciproche delle due setole notopleurali:
|  | Diedrops                                            |
|  |                                                     |
|  | Psilephydra                                         |
|  |                                                     |
|  | \| \| Physemops \| \| \| \| \| \| Dagus \| \| \| \| |
|  |                                                     |
|  | Physemops                                           |
|  |                                                     |
|  | Dagus                                               |
|  |                                                     |

|  | Physemops |
|  |           |
|  | Dagus     |
|  |           |

Un'analisi più recente, contestuale all'istituzione del nuovo genere Sinops (Zhang et al., 2005), propone un cladogramma differente, con la definizione di una relazione più stretta fra Physemops, Psilephydra e Sinops in rapporto a Dagus:
|  | \| \| Psilephydra \| \| \| \| \| \| Sinops \| \| \| \| |
|  |                                                        |
|  | Physemops                                              |
|  |                                                        |
|  | Psilephydra                                            |
|  |                                                        |
|  | Sinops                                                 |
|  |                                                        |

|  | Psilephydra |
|  |             |
|  | Sinops      |
|  |             |

|  | \| \| Psilephydra \| \| \| \| \| \| Sinops \| \| \| \| |
|  |                                                        |
|  | Physemops                                              |
|  |                                                        |
|  | Psilephydra                                            |
|  |                                                        |
|  | Sinops                                                 |
|  |                                                        |

|  | Psilephydra |
|  |             |
|  | Sinops      |
|  |             |

|  | \| \| Psilephydra \| \| \| \| \| \| Sinops \| \| \| \| |
|  |                                                        |
|  | Physemops                                              |
|  |                                                        |
|  | Psilephydra                                            |
|  |                                                        |
|  | Sinops                                                 |
|  |                                                        |

|  | Psilephydra |
|  |             |
|  | Sinops      |
|  |             |

|  | \| \| Psilephydra \| \| \| \| \| \| Sinops \| \| \| \| |
|  |                                                        |
|  | Physemops                                              |
|  |                                                        |
|  | Psilephydra                                            |
|  |                                                        |
|  | Sinops                                                 |
|  |                                                        |

|  | Psilephydra |
|  |             |
|  | Sinops      |
|  |             |

## Distribuzione
Il genere risulta essere endemico dell'ecozona neotropicale con una distribuzione compresa fra 30° di latitudine Nord e 10° di latitudine Sud. Ad eccezione di Dagus rostratus, gli areali delle singole specie sembrano fortemente circoscritti e limitati ad alcune grandi isole dei Caraibi: le tre specie descritte da Stark (D. mathisi, D. hermani e D. grimaldii) e quelle descritte da Mathis & Zatwarnicki (D. spanglerorum e D. dominicanus) sono segnalate solo nell'isola di Hispaniola (Santo Domingo). D. wirthi sarebbe endemico della Giamaica, mentre D. trichocerus è presente a Cuba e Santo Domingo.
Più vasto è invece l'areale di Dagus rostratus, che si estende anche al territorio continentale comprendendo, oltre i Caraibi, buona parte dell'America centrale, dal Messico a Costa Rica, e il Venezuela.